# Andrej Goričar
Andrej Goričar, slovenski pianist, skladatelj in pedagog, * 2. oktober 1971, Ljubljana.
Med študijem klavirja pri prof. Andreju Jarcu na Akademiji za glasbo v Ljubljani je prejel študentsko Prešernovo nagrado za interpretacijo Beethovnovega Klavirskega koncerta št. 5 s Simfoničnim orkestrom Slovenske filharmonije pod taktirko Marka Letonje. Študij je zaključil z izvedbo izvirne različice Gershwinove Rapsodije v modrem s Simfoniki RTV Slovenija pod vodstvom dirigenta Carla Davisa. 
Njegov oče je slovenski klarinetist Slavko Goričar.
Od leta 1996 do 2002 je bil Andrej Goričar ravnatelj Glasbene šole v Zavodu sv. Stanislava, v tem času je med letoma 1998 in 2007 je vodil revijski orkester Divertimento. Od leta 1996 do 2007 je bil hišni pianist Slovenske kinoteke, kjer je kot improvizator na klavirju preigral širok repertoar neme filmske klasike in številne retrospektive.
Mdr. je somponiral orkestrsko glasbo za nema filma Sunrise (Zora, ameriški nemi film, režiser Friedrich W. Murnau, 90 minut), prva izvedba oktobra 2002 v Linhartovi dvorani Cankarjevega doma) in V kraljestvu Zlatoroga (režiser Janko Ravnik, 74 minut), prva izvedba 5. junija 2005 v Gallusovi dvorani Cankarjevega doma ob stoti obletnici slovenskega filma v izvedbi Simfonikov RTV Slovenija pod vodstvom dirigenta Helmuta Imiga).
Od leta 2002 piše tudi glasbo za gledališče, kjer sodeluje z režiserjem Vitom Tauferjem (predstave Platonov, Vihar, Nosorogi, Plemeniti meščan, Hamlet, Stekli psi, itd.). V letu 2010 je postal zmagovalec Mednarodnega tekmovanja skladateljev »2 Agosto« v Bologni v Italiji. Žirijo pod vodstvom italijanskega skladatelja Ennia Morriconeja je prepričal s svojim delom za klavir in orkester z naslovom Ex Anima. Leta 2019 je prejel 1. nagrado na 4. mednarodnem tekmovanju skladateljev SEM 2019 v Italiji.